# Sebastian Welker
Sebastian Welker (* 1983 in Karlsruhe) ist ein deutscher Opernregisseur.

## Leben
Als Sohn des Opernsängers Hartmut Welker wurde Sebastian Welker schon von Kindheit an mit der Welt der Oper konfrontiert. Das Regiehandwerk erlernte er von 2003 bis 2005 von Willy Decker und begleitete Produktionen an De Nederlandse Opera Amsterdam, den Salzburger Festspielen, der Komischen Oper Berlin und der Wiener Staatsoper.
Später begleitete er mehrere Produktionen wie etwa von Christof Loy, Brigitte Fassbaender, Keith Warner oder Denis Krief an verschiedenen Häusern wie dem Badischen Staatstheater Karlsruhe, der Oper Frankfurt oder dem Theater St. Gallen.
Sein Festengagement als Regieassistent am Saarländischen Staatstheater in Saarbrücken begann Welker 2007, wo er mit Regisseuren wie Inga Levant, Immo Karaman, Dagmar Schlingmann, Penelope Wehrli und Fura dels Baus zusammenarbeitete.
Er studierte neben seiner Tätigkeit als Regieassistent einige Semester Gesang an der Hochschule für Musik Saar bei Rosemarie Bühler und ist seit 2011 als freischaffender Regisseur tätig.